# Бадреи, Абдол Али
Абдол Али Бадреи (перс. عبدالعلی بدره‌ای‎;
1 июля 1919, Керманшах (остан) — 11 февраля 1979, Тегеран) — иранский генерал, командующий шахской гвардией и сухопутными войсками на последнем этапе правления Мохаммеда Резы Пехлеви. Непримиримый противник Исламской революции, в начале 1979 планировал упреждающий государственный переворот для восстановления власти шаха. В день победы революции оказал вооружённое сопротивление. Убит в уличной перестрелке с революционерами.

## Военная карьера
Родился в деревенской семье из остана Керманшах (деревня Бадреи впоследствии стала частью города Исламабаде-Герб). После школы в Керманшахе окончил Офицерское училище Тегерана. По военной специальности — командир сухопутных войск.
Абдол Али Бадреи участвовал в подавлении сепаратистских движений в Иранском Азербайджане и Иранском Курдистане. С 1946 служил в шахской гвардии. Быстро выдвинулся среди офицеров шаха Мохаммеда Реза Пехлеви. Пользовался особым доверием и протежированием монарха. Полностью поддерживал его политику на всех этапах правления.
В 1967 Бадреи — бригадный генерал и заместитель командующего гвардией генерала Овейси. С 1971 — генерал-майор, в 1973 назначен командующим бригадой Бессмертные — личной охраной шаха Пехлеви. В 1975 получил звание генерал-лейтенанта. В 1976 сменил генерала Амини-Ашфара на посту командующего шахской гвардией.
Абдол Али Бадреи был женат, имел сына.

## Генерал подавления
В январе 1978 началась Исламская революция в Иране. Генерал Бадреи был её решительным противником и выступал за жёсткое силовое подавление. Отдавал гвардейцам приказы о разгонах и расстрелах демонстраций. Принимал в этих акциях активное личное участие. Вдова генерала Рахими вспоминала случай, когда Бадреи не смог попасть на светское мероприятие — свадьбу дочери генерала Амини-Ашфара — из-за «каких-то проблем в городе».
Выполняя приказ военного коменданта Тегерана и командующего сухопутными войсками генерала Овейси, шахская гвардия во главе с Бадреи участвовала в событиях «Чёрной пятницы» — массовом расстреле 8 сентября 1978 г. Гвардейский штаб в тегеранском районе Лавизан подвергался вооружённым атакам. Генерал Бадреи воспринимался революционерами как один из главных врагов, обвинялся в массовых убийствах.
16 января 1979 года шах Мохаммед Реза Пехлеви покинул Иран под давлением революционного движения. Незадолго до этого он произвёл ряд кадровых изменений в политическом и военном руководстве. В частности, премьер-министром был назначен известный левыми взглядами Шапур Бахтияр. Абдол Али Бадреи предупредил, что не намерен подчиняться новому премьеру. Несмотря на такое заявление, шах назначил Бадреи командующим сухопутными войсками (генерал Овейси был отставлен и отправился в эмиграцию; командование шахской гвардией принял генерал Нешат).
Генерал Бадреи состоял в чрезвычайном «антикризисном комитете вооружённых сил», в который входили также начальник генштаба генерал Карабаги, командующий ВВС генерал Рабии, командующий ВМС вице-адмирал Хабиболлахи, директор САВАК генерал Могадам, куратор военной промышленности генерал Амини-Ашфар. Бадреи, известный особыми отношениями с шахом, рассматривался как ключевой член этого органа.
В первую декаду февраля 1979, после возвращения в Иран аятоллы Хомейни, генерал Бадреи считал единственным шансом предотвратить победу исламистов упреждающий государственный переворот, отстранение Бахтияра и установление самой жёсткой военной диктатуры (даже вопреки конституционалистской позиции эмигрировавшего шаха). 
Бадреи сформировал группу из преданных монархии офицеров. Вокруг Бадреи группировались военачальники-единомышленники: новый военный комендант Тегерана генерал Рахими, военный губернатор Исфахана генерал Наджи, командующий шахской гвардией генерал Нешат, командующий военно-морскими силами вице-адмирал Хабиболлахи.

## Неудавшийся прошахский переворот
9 февраля на стадионе Амджадие состоялась 30-тысячная демонстрация сторонников шаха Пехлеви и премьера Бахтияра. Лозунгом акции было соблюдение действующей конституции Ирана. Между демонстрантами-лоялистами и революционерами-исламистами произошли ожесточённые столкновения. В них втянулись воинские части, направленные для защиты стадиона по приказу Бадреи и Рахими.
Пять высших шахских военачальников — Абдол Али Бадреи (командующий сухопутными войсками), Амир Хосейн Рабии (командующий ВВС), Камаль Хабиболлахи (командующий ВМС), Аббас Карабаги (начальник генерального штаба), Хасан Туфаниан (заместитель военного министра Джафара Шафаката) — встретились с прибывшим в Тегеран американским генералом Робертом Хайзером (на тот момент — заместитель командующего вооружёнными силами США в Европе). Хайзер был направлен администрацией Джимми Картера для оценки ситуации и определения позиции официального Вашингтона. Он не проявил энтузиазма в отношении политических перспектив шаха и скорее негативно отнёсся к планам военного переворота (зато встречался с некоторыми лидерами революционного движения).
Профессор С. Забих в своей книге пишет, что 9 февраля генерал Бадреи согласился предоставить свои войска в распоряжение генерала Рахими с целью подавить антиправительственное выступление на авиабазе Доушан-Тапе. Но начальник генерального штаба Аббас Карабаги, постоянно поддерживавший тесные контакты с американцами и представителями Хомейни, воспрепятствовал этим планам. По словам С. Забиха, когда Карабаги спросили, знает ли Хайзер обо всех этих событиях, он в своем ответе ограничился указанием на то, что США получили «все необходимые гарантии» от такого высокопоставленного представителя оппозиции, как аятолла Бехешти. Последний в эти дни вновь использовал имя генерала Хайзера в целях предотвращения прошахского переворота.
10 февраля Бадреи, Рабии, Хабиболлахи, Карабаги и Туфаниан посетили главу правительства, сообщив ему о низком моральном духе армии и ненадёжности рядового состава. Бахтияр склонялся к провозглашению Ирана республикой. Бадреи высказался категорически против, обрушился на Бахтияра с резкими обвинениями. В любом случае, для такого шага время было уже упущено.
Тогда же начались столкновения между шахскими гвардейцами и курсантами-техниками тегеранской авиабазы, перешедшими на сторону революции. Этот конфликт разросся в уличные бои, охватившие столицу. 10 февраля генерал Бадреи, генерал Наджи и вице-адмирал Хабиболлахи разработали план военной оккупации Тегерана. Однако эта информация получила утечку, стала широко известна и привела только к новому взрыву революционной ярости.

## Сопротивление и гибель
11 февраля 1979 года революция одержала победу. К власти пришли исламские фундаменталисты во главе с Хомейни. В тот же день состоялось заседание Высшего военного совета во главе с генералом Карабаги. Генерал Бадреи доложил о полной потере командного управления сухопутными войсками. В итоговом коммюнике было объявлено о «нейтралитете вооружённых сил» в политическом конфликте. Бадреи выразил несогласие с таким решением и направился в Лавизан.
Он решил предпринять последнюю попытку — организовать военный отпор революции для восстановления власти шаха. Группа военных во главе с Бадреи вышла на улицы и вступила в боестолкновение с революционерами. В завязавшейся перестрелке Абдол Али Бадреи был тяжело ранен и через несколько часов скончался в больнице, где ему практически не было оказано помощи. По другой версии, генерал Бадреи был убит собственными офицерами. Он упоминается в ряду погибших в первые дни Исламской революции.